# Fronteras del Ecuador
Ecuador es un país ubicado en la esquina noroccidental de América del Sur, justo sobre la línea equinoccial. En consecuencia su geografía se encuentra surcado por diversos sistemas ecogeográficos como son la selva amazónica, el sistema montañoso andino y el océano Pacífico; dichas circunstancias proporcionan al país la posesión de límites naturales y políticos. Su soberanía es ejercida dentro del territorio comprendido entre sus fronteras.
Ecuador limita con tres estados, tiene 2 385 km de fronteras terrestres que comparte con Colombia y Perú, y fronteras marítimas en el Pacífico de las que tiene límites definidos de áreas marinas y submarinas con Colombia, el Perú y Costa Rica (a través de las Islas Galápagos).

## Fronteras terrestres

### Colombia
La frontera con Colombia se extiende en un total de 708 km, siendo así la frontera más corta que posee el Ecuador con algún otro país. Se extiende entre la desembocadura del río Mataje en la bahía Ancón de Sardinas y la desembocadura del río Güepí en el río Putumayo. Las provincias que forman parte de la frontera son Esmeraldas, Carchi y Sucumbíos. Esta frontera, a pesar de su corta extensión, discurre por regiones de variada geografía, que incluye las planicies del Pacífico, el espacio andino y la amazonía.
Los límites entre Ecuador y Colombia se empezaron a negociar tan pronto como se produjo la disolución de la Gran Colombia en 1830, si bien fue bastante dificultoso llegar a un trazado conveniente para ambas partes debido a que los límites orignarios entre ambos países fueron fijados de forma imprecisa por el Imperio español durante la colonia. El trazado actual de la frontera fue establecido por el Tratado Muñoz Vernaza-Suárez de 1916.

### Perú
La frontera con Perú se extiende en un total de 1.529 km, extendiéndose entre el océano Pacífico y la selva amazónica; es la más larga que tiene Ecuador con otro país vecino. El límite comienza en el océano Pacífico, en el punto donde se encuentran las ciudades costeras de Zarumilla (Perú) y Huaquillas (Ecuador), continúa luego por las montañas de la Cordillera del Cóndor, hasta entrar en la selva amazónica y terminar en el río Putumayo.
Debido a varias faltas de precisión en la delimitación del Gobierno de Maynas (luego Comandancia General de Maynas en la época colonial española), se produjeron diversas guerras y conflictos diplomáticos por el control de esta región amazónica, posteriores a la independencia de Ecuador y Perú, entre ellas guerra grancolombo-peruana y la guerra peruano-ecuatoriana, que ocuparon gran parte de la historia republicana de ambas naciones. Después de casi 150 años de conflicto, la frontera fue definida por el Protocolo de Río de Janeiro de 1942.

## Fronteras marítimas

### Colombia

Esquema de la frontera entre Colombia y Ecuador.

La delimitación de la frontera con Colombia consiste en un único tratado firmado el 23 de agosto de 1975. Este tratado, suscrito entre los Ministros de Relaciones Exteriores de Colombia, Indalecio Liévano Aguirre, y Ecuador, Antonio José Lucio Paredes, determina como la frontera entre las áreas marinas y submarinas de la siguiente manera:
- A partir de la intersección de la prolongación de la frontera terrestre y de la confluencia de las áreas territoriales de ambos países, se marca un punto medio en la bahía Ancón de Sardinas.
- Desde el punto medio, se continúa en línea recta a través del paralelo generado por éste hasta encontrar las 200 millas náuticas correspondientes a cada país.
- Más allá de las 12 millas náuticas, se considera el área ubicada a 10 millas náuticas alrededor de este límite como Zona de Manejo Especial, donde pescadores de ambos países pueden pescar o cazar libremente sin considerar por ello violación a la soberanía de las naciones.

Los cancilleres de Ecuador, Ricardo Patiño, y de Colombia, María Ángela Holguín, suscribieron el 13 de junio de 2012 una declaración conjunta en la que precisaron el límite marítimo binacional, cuya punto de inicio estaba sin definir desde 1975; ambos cancilleres suscribieron la Declaración Conjunta elaborada por la Comisión Mixta Permanente Colombo-Ecuatoriana de Fronteras y por la Comisión Técnica Binacional del río Mataje en la Base Naval de San Lorenzo, provincia de Esmeraldas (Ecuador).

### Costa Rica
Debido a que las zonas económicas exclusivas de la isla del Coco (Costa Rica) y de las islas Galápagos (Ecuador) se superponían, era necesario que ambos países firmaran un acuerdo para definir el dominio sobre sus aguas territoriales en el océano Pacífico. La delimitación marítima con el país centroamericano fue llevada a cabo el 12 de marzo de 1985 en la ciudad de Quito entre los Ministros de Relaciones Exteriores, Edgar Terán por Ecuador y Carlos José Gutiérrez por Costa Rica.
Según este acuerdo, el límite marítimo entre ambos países consiste en una línea geodésica en la zona en que sus mares se sobreponen, la cual se basa en distintos puntos ubicados sobre la isla del Coco y el archipiélago de las Galápagos. Dicha línea está dividido en dos fragmentos ubicados por cálculo de las líneas de equidistancia entre las islas Genovesa, Pinta y Darwin (Ecuador) y Coco y Dos Amigos (Costa Rica).

### Perú

Mapa de la frontera marítima entre Perú y Ecuador.

El 18 de agosto de 1952, ambos países (junto con Chile) suscribieron en Santiago de Chile la denominada: «Declaración de Zona Marítima», mediante la cual reclamaban las aguas marinas hasta 200 millas náuticas inmediatas a sus costas. En su artículo IV la misma decía: 

«En el caso de territorio insular, la zona de 200 millas marinas se aplicará en todo el contorno de la isla o grupo de islas. Si una isla o grupo de islas pertenecientes a uno de los países declarantes estuviere a menos de 200 millas marinas de la zona marítima general que corresponde a otro de ellos, la zona marítima de esta isla o grupo de islas quedará limitada por el paralelo del punto en que llega al mar la frontera terrestre de los estados respectivos.»

Dos años después, para complementar el acuerdo anterior, los tres países firmaron el 4 de diciembre de 1954 en Lima el llamado: «Convenio sobre zona especial fronteriza marítima». Con él buscaban crear en el mar una zona especial que estaría ubicada más allá de las 12 millas marinas desde sus riberas y que constaría de una franja con un ancho de 10 millas marinas. El objetivo era ordenar la pesca artesanal costera y así evitar conflictos jurisdiccionales. Aquí, como en la declaración de 1952, se vuelve a hablar de límites situados sobre paralelos: 

«Establécese una "Zona Especial", a partir de las 12 millas marinas de la costa, de 10 millas marinas de ancho a cada lado del paralelo que constituye el límite marítimo entre los dos países.»

Si bien el Perú y Ecuador en la práctica siempre aceptaron que la línea que sigue el paralelo geográfico constituía su frontera marítima, no fue sino hasta el año 2011 en que estos la formalizaron mediante la suscripción del «Acuerdo por intercambio de Notas de contenido idéntico entre la República del Perú y la República del Ecuador sobre Límites Marítimos», llamadas también notas reversales, las cuales constituyeron un entendimiento donde se describió por primera vez, de manera detallada y con las correspondientes coordenadas y representaciones gráficas, la frontera marítima entre ambos países. Dicho acuerdo fue registrado en la Secretaría General de Naciones Unidas como acuerdo internacional, de conformidad al artículo 102 de la Carta de la ONU.

«El límite entre los espacios marítimos bajo soberanía o derechos de soberanía y jurisdicción del Perú y el Ecuador, incluyendo tanto la columna de agua como su suelo y subsuelo, se extenderá a lo largo del paralelo geográfico 03º23´33.96"S, que con el meridiano 80º19´16.31"W corresponde al punto de inicio de la frontera terrestre ratificada por el Acta de Brasilia de 26 de octubre de 1998 y cuya equivalencia en el sistema WGS 84, 03º23´31.65"S y 80º18´49.27"O respectivamente, fue definida en el Acta suscrita la término de la IV Reunión de la Comisión Mixta Permanente de fronteras Perú-Ecuador (COMPEFEP), llevada a cabo en Lima, los días 23 y 24 de abril de 2009.»

Según este acuerdo la frontera entre los espacios marítimos bajo soberanía o derechos de soberanía y jurisdicción del Perú y Ecuador, se extiende a lo largo del paralelo geográfico 03°23’31.65” S que con el meridiano 80°18’49.27” O corresponde al punto de inicio de la frontera terrestre. El punto de partida de la frontera marítima se inicia en la coordenada 03°23’31.65” S y 81°09’12.53” O, que corresponde al punto en el que convergen las líneas de base del Perú y Ecuador, y es desde este punto en que la frontera se extiende hasta una distancia de 200 millas náuticas. Las aguas interiores adyacentes a ambos estados son delimitados por el paralelo geográfico 03°23’31.65” S. La naturaleza de las aguas interiores de ambos países es sin perjuicio de las libertades de comunicación internacional, de conformidad con el Derecho Internacional consuetudinario.